# Brian Quinnett
Brian Ralph Quinnett (Pullman, Washington, 30 de mayo de 1966) es un exjugador de baloncesto estadounidense que jugó tres temporadas en la NBA, además de hacerlo en la CBA y en la Liga ACB. Con 2,03 metros de estatura, lo hacía en la posición de alero.

## Trayectoria deportiva

### Universidad
Jugó durante cinco temporadas, aunque la cuarta la pasó prácticamente entera lesionado, con los Cougars de la Universidad Estatal de Washington, en las que promedió 12,6 puntos y 4,8 rebotes por partido.

### Profesional
Fue elegido en la quincuagésima posición del Draft de la NBA de 1989 por New York Knicks, equipo por el que firmó por dos temporadas. tras una primera temporada en la que apenas contó para su entrenador, Stu Jackson, en la segunda tuvo más minutos, promediando 4,7 puntos y 2,1 rebotes por partido. Su mejor partido lo disputó ante Chicago Bulls, saliendo desde el banquillo, y anotanto 20 puntos.
Mediada la temporada 1991-92 fue traspasado a Dallas Mavericks a cambio de James Donaldson. En los Mavs apenas jugó 15 partidos, en los que promedió 2,7 puntos y 1,8 rebotes por partido. Tras renunciar el equipo tejano a sus derechos, ficha por los Yakima Sun Kings de la CBA, marchándose en el mes de enero al Juver Murcia, donde sustituye a Ralph McPherson por lesión. En la liga española disputa 13 partidos, entre temporada regular y playoffs, promediando 15,5 puntos y 4,8 rebotes.
Tras finalizar la temporada en España, rregresa a los Sun Kings, para posteriormente, en la misma temporada, jugar con los Tri-City Chinook y los Rapid City Thrillers. Tras probar con los Orlando Magic, y no ser contratado, decide poner fin a su carrera deportiva.

## Estadísticas de su carrera en la NBA

### Temporada regular
| Temporada | Edad | Equipo           | Liga | P   | TIT | MIN  | TC  | TCA | %TC  | 3P  | 3PA | %3P  | TL  | TLA | %TL  | R.OF. | R.DEF. | REB | ASIS | ROB | TAP | PER | FP  | PTS |
| 1989-90   | 23   | New York Knicks  | NBA  | 31  | 0   | 6.2  | 0.6 | 1.9 | .328 | 0.0 | 0.1 | .000 | 0.1 | 0.1 | .667 | 0.3   | 0.6    | 0.9 | 0.4  | 0.1 | 0.1 | 0.1 | 0.9 | 1.3 |
| 1990-91   | 24   | New York Knicks  | NBA  | 68  | 5   | 14.9 | 2.0 | 4.5 | .459 | 0.2 | 0.6 | .349 | 0.4 | 0.5 | .722 | 1.0   | 1.2    | 2.1 | 0.8  | 0.3 | 0.2 | 0.8 | 1.5 | 4.7 |
| 1991-92   | 25   | TOTAL            | NBA  | 39  | 0   | 8.4  | 1.1 | 3.2 | .347 | 0.3 | 1.1 | .317 | 0.4 | 0.7 | .615 | 0.4   | 0.9    | 1.3 | 0.3  | 0.4 | 0.2 | 0.4 | 0.8 | 2.9 |
| 1991-92   | 25   | New York Knicks  | NBA  | 24  | 0   | 7.9  | 1.2 | 3.0 | .384 | 0.4 | 1.1 | .385 | 0.3 | 0.6 | .571 | 0.4   | 0.6    | 1.0 | 0.3  | 0.3 | 0.3 | 0.3 | 0.9 | 3.1 |
| 1991-92   | 25   | Dallas Mavericks | NBA  | 15  | 0   | 9.1  | 1.0 | 3.4 | .294 | 0.2 | 1.0 | .200 | 0.5 | 0.8 | .667 | 0.5   | 1.3    | 1.8 | 0.3  | 0.6 | 0.1 | 0.5 | 0.7 | 2.7 |
| Total     |      |                  | NBA  | 138 | 5   | 11.1 | 1.5 | 3.5 | .414 | 0.2 | 0.6 | .326 | 0.3 | 0.5 | .677 | 0.7   | 1.0    | 1.6 | 0.6  | 0.3 | 0.2 | 0.5 | 1.2 | 3.4 |

### Playoffs
| Temporada | Edad | Equipo          | Liga | P | MIN | TCA | TC | 3PA | 3P | TLA | TL | R.OF. | REB | ASIS | ROB | TAP | PER | FP | PTS | %TC  | %3P   | %FT | MIN  | PTS | REB | AST |
| 1989-90   | 23   | New York Knicks | NBA  | 3 | 16  | 2   | 4  | 1   | 1  | 0   | 0  | 5     | 8   | 2    | 0   | 0   | 1   | 2  | 5   | .500 | 1.000 |     | 5.3  | 1.7 | 2.7 | 0.7 |
| 1990-91   | 24   | New York Knicks | NBA  | 3 | 36  | 4   | 8  | 1   | 3  | 0   | 0  | 0     | 1   | 3    | 1   | 0   | 2   | 2  | 9   | .500 | .333  |     | 12.0 | 3.0 | 0.3 | 1.0 |
| Total     |      |                 | NBA  | 6 | 52  | 6   | 12 | 2   | 4  | 0   | 0  | 5     | 9   | 5    | 1   | 0   | 3   | 4  | 14  | .500 | .500  |     | 8.7  | 2.3 | 1.5 | 0.8 |